# Zhong Nanshan
Nanshan Zhong (Nanchino, 20 ottobre 1936) è un medico ed epidemiologo cinese, pneumologo che scoprì il coronavirus SARS nel 2003; dal 2005 al 2009 è stato presidente della Chinese Medical Association ed è caporedattore del Journal of Thoracic Disease.